# Clayton megye (Georgia)
Clayton megye az Amerikai Egyesült Államokban, azon belül Georgia államban található. Megyeszékhelye Jonesboro, legnagyobb városa Forest Park. Lakosainak száma 297 595 fő (2020. április 1.). Clayton megye DeKalb, Henry, Spalding, Fayette és Fulton megyékkel határos.

## Népesség
A megye népességének változása:
| Lakosok száma | 259 810 | 262 367 | 265 810 | 264 220 | 273 955 | 297 595 |
|               | 2010    | 2011    | 2012    | 2013    | 2015    | 2020    |